# Fontana del dialogo
La Fontana del dialogo è al centro della piazza Garibaldi a La Spezia. Realizzata in marmo di Carrara dallo scultore Viliano Tarabella è stata inaugurata nel 2002. 
La scelta progettuale degli architetti Antonio Leone e Cesarina Zanetti ha proposto un monumento inteso come luogo di sosta, di seduta e d’interazione tra i passanti, all'inizio della storica via Prione. A questo scopo l’intero anello della balaustra della vasca, volutamente liscio, è reso disponibile come seduta in prossimità dell’acqua stessa la cui limpidezza è esaltata dal colore chiaro del fondo della vasca.
Al centro della vasca è collocata la scultura di Tarabella: un corpo cavo che risolve, in forme astratte, il tema di due grandi vele che si compenetrano e convergono verso l'alto, dove è il getto dell’acqua. 
L’illuminazione notturna conferisce uno speciale effetto di riflessi al monumento.